# 莱塞济德塔亚克-锡勒伊
莱塞济德塔亚克-锡勒伊（法語：Les Eyzies-de-Tayac-Sireuil，法語發音：[le.z‿ezi də tajak siʁœj]）是法国多尔多涅省的一个旧市镇，属于萨拉拉卡内达区。莱塞济德塔亚克-锡勒伊于1972年由原市镇莱塞济德塔亚克（Les Eyzies-de-Tayac）和锡勒伊（Sireuil）合并而成。2019年，莱塞济德塔亚克-锡勒伊与临近的2个市镇合并为新市镇莱塞济，莱塞济德塔亚克-锡勒伊为新市镇行政中心。

## 地名
该地名由“莱塞济德塔亚克”（Les Eyzies-de-Tayac）和“锡勒伊”（Sireuil）组成，《世界地名翻译大辞典》将其误译作“莱塞济-德泰亚克西勒伊”，地名翻译时拆分错误，“Sireuil”为地名，“Si”应译作“锡”而非“西”，且“Tayac”译音不正确。

## 地理
莱塞济德塔亚克-锡勒伊（44°56'8"N, 1°1'1"E）面积37.44 平方千米，位于法国新阿基坦大区多爾多涅省，该省份为法国西南部内陆省份，是法國本土面积第三大的省，大致对应佩里戈尔地区，北起顺时针与夏朗德省、上维埃纳省、科雷兹省、洛特省、洛特-加龙省、吉倫特省和滨海夏朗德省接壤。
莱塞济德塔亚克-锡勒伊的时区为UTC+01:00、UTC+02:00（夏令时）。

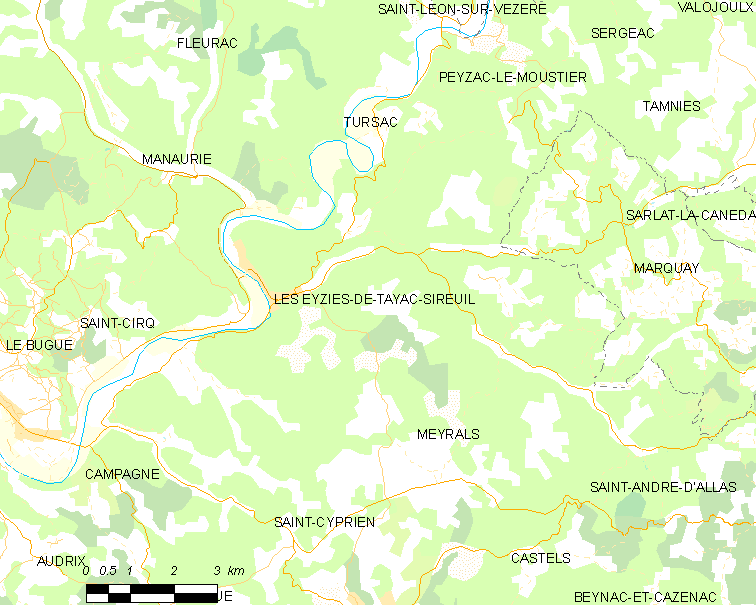
莱塞济德塔亚克-锡勒伊的OSM定位图

## 行政
莱塞济德塔亚克-锡勒伊的邮政编码为24620，INSEE市镇编码为24172。

## 政治
莱塞济德塔亚克-锡勒伊所属的省级选区为人谷县。

## 人口
莱塞济德塔亚克-锡勒伊于2018年1月1日时的人口数量为838人。

1962-2008年间莱塞济德塔亚克-锡勒伊人口变化图示